# 郷錦廣次
郷錦 廣次（さとにしき ひろじ、1916年9月20日 - 1994年2月21日）は、秋田県南秋田郡五城目町出身で出羽海部屋、武隈部屋に所属した元大相撲力士。本名は原田 広次（はらだ ひろじ）。最高位は東十両14枚目。読売ジャイアンツの選手だった原田治明の父。得意技は右四つ、寄り。

## 経歴
1935年1月場所、「原田」の四股名で初土俵を踏む。元両國の武隈が部屋を出羽海部屋から独立した際に移籍した。幕下時代に召集され、中国各地を転戦。1941年1月に復帰した。この場所6勝2敗で翌場所の十両昇進を決めた。新十両の場所は3勝12敗の成績に終わり、十両の地位を1場所で明け渡した。その後、太平洋戦争の勃発により、兵隊にいた経験を買われて軍事教練の教官を務めた。ほか、相撲協会勤労報国隊隊長、特設防護団団長に就任した。1945年3月10日の東京大空襲では当直で国技館の協会事務所にいたが、特設防護団団長として各部屋から国技館に駆け付けた部下（この中には後の國登や鳴門海などがいた）を指揮し、天皇賜杯が入っている金庫に水をかけ、火の手から守った。この年の11月場所限りで廃業した。廃業後は会社を経営する傍ら、大田区で相撲道場を開き、東京都のアマチュア相撲の役員を務めた。1994年2月21日に死去。

## 主な成績
- 通算成績：67勝68敗15休 勝率.496
- 十両成績：3勝12敗 勝率.200
- 現役在位：22場所
- 十両在位：1場所

### 場所別成績
| 1935年 （昭和10年） | （前相撲）         | 東序ノ口6枚目 3–3 | x                       |
| 1936年 （昭和11年） | 西序二段21枚目 3–3 | 東序二段9枚目 4–2 | x                       |
| 1937年 （昭和12年） | 東三段目20枚目 4–2 | 東三段目筆頭 5–2  | x                       |
| 1938年 （昭和13年） | 東幕下22枚目 7–6   | 東幕下16枚目 5–2  | x                       |
| 1939年 （昭和14年） | 東幕下4枚目 3–4    | 東幕下9枚目 –     | x                       |
| 1940年 （昭和15年） | 東幕下9枚目 –      | 西幕下 –          | x                       |
| 1941年 （昭和16年） | 東幕下8枚目 6–2    | 東十両14枚目 3–12 | x                       |
| 1942年 （昭和17年） | 西幕下7枚目 3–5    | 東幕下15枚目 5–3  | x                       |
| 1943年 （昭和18年） | 西幕下6枚目 3–4    | 東幕下17枚目 2–6  | x                       |
| 1944年 （昭和19年） | 東幕下35枚目 6–2   | 西幕下10枚目 1–4  | 西幕下20枚目 3–2        |
| 1945年 （昭和20年） | x                  | 西幕下7枚目 1–4   | 西幕下15枚目 引退 0–0–5 |
| 各欄の数字は、「勝ち-負け-休場」を示す。 優勝 引退 休場 十両 幕下 三賞：敢=敢闘賞、殊=殊勲賞、技=技能賞 その他：★=金星 番付階級：幕内 - 十両 - 幕下 - 三段目 - 序二段 - 序ノ口 幕内序列：横綱 - 大関 - 関脇 - 小結 - 前頭（「#数字」は各位内の序列） |                    |                   |                         |

## 改名歴
- 原田 広治（はらだ ひろじ）1935年1月場所 - 1937年1月場所
- 郷錦（さとにしき）1937年5月場所 - 1942年1月場所
- 轟山（とどろきやま）1942年5月場所 - 1943年1月場所
- 郷錦 廣次（さとにしき ひろじ）1943年5月場所 - 1945年11月場所